# Загайнов, Евгений Аркадьевич
Евге́ний Арка́дьевич Зага́йнов (4 ноября 1933, Лоповцы, Новоторъяльский район, Марийская автономная область, Горьковский край, РСФСР, СССР ― 31 октября 2008, Йошкар-Ола, Марий Эл, Россия) ― советский и российский государственный деятель и деятель здравоохранения. Заведующий отделением грудной и сосудистой хирургии Республиканской больницы Марийской АССР (1977―1997), главный врач Министерства здравоохранения Марийской АССР (1978―2008), кандидат медицинских наук. Заслуженный врач РСФСР (1986), заслуженный врач Марийской АССР (1977). Лауреат Государственной премии Республики Марий Эл (1999). Народный депутат СССР от Марийской АССР (1989—1991). Член КПСС. 

## Биография
Родился 4 ноября 1933 года в деревне Лоповцы ныне Новоторъяльского района Марий Эл. 
В 1952 году с отличием окончил Йошкар-Олинскую фельдшерско-акушерскую школу, в 1958 году ― Казанский медицинский институт.
В 1958―1962 годах работал главным врачом и хирургом в Неверкинской районной больнице Пензенской области.
В 1962―1977 годах ― ординатор хирургического отделения, в 1977―1997 годах ― заведующий отделением грудной и сосудистой хирургии Республиканской больницы Марийской АССР, с 1978 года ― главный врач Министерства здравоохранения МАССР.
С 1972 года ― кандидат медицинских наук. Председатель Научного хирургического общества в Марий Эл. Выполнил около 10 тысяч операций. Считается одним из создателей специализированной хирургической инфраструктуры в Марий Эл. По его инициативе и при активном участии в Марий Эл развивалась хирургическая служба, осваивались новые специальности, готовились квалифицированные кадры, открывались хирургические отделения в районах.
Член КПСС. В 1989―1991 годах избирался народным депутатом СССР от Ленинского национально-территориального избирательного округа № 591 Марийской АССР.
В 1986 году ему присвоено почётное звание «Заслуженный врач РСФСР». В 1999 году он стал лауреатом Государственной премии Республики Марий Эл за книгу «Неотложная хирургия пожилых людей» (совместно с В. А. Гагушиным). Награждён Почётной грамотой Марий Эл.
В 2008 году в Йошкар-Оле вышла в свет его книга «Записки хирурга», где он описал свой опыт практической хирургии, ход многих хирургических операций. Одна из глав книги посвящена известным врачам страны, учёным и практикам, с которыми автор встречался на хирургических конференциях, съездах, симпозиумах в разных уголках России: академикам Николаю Амосову, Фёдору Углову, Евгению Чазову, Борису Петровскому и другим. 
Ушёл из жизни 31 октября 2008 года в г. Йошкар-Оле.

## Семья
Женат, сын ― известный врач-онколог, заведующий кафедрой хирургических болезней Приволжского исследовательского медицинского университета, главный внештатный трансплантолог Министерства здравоохранения Нижегородской области, доктор медицинских наук, профессор В. Е. Загайнов.

## Звания и награды
- Заслуженный врач РСФСР (1986)[1][2]
- Заслуженный врач Марийской АССР (1977)[1][2]
- Государственная премия Республики Марий Эл (1999) ― за книгу «Неотложная хирургия пожилых людей» (совместно с В. А. Гагушиным)[1][2]
- Почётная грамота Республики Марий Эл (1993)[1][2]

## Память
- 26 ноября 2021 года на здании хирургического корпуса № 3 Республиканской клинической больницы Марий Эл (г. Йошкар-Ола, ул. Осипенко, д. 33) состоялось открытие барельефа, посвящённого заслуженному врачу РСФСР и Марийской АССР Е. А. Загайнову. Автор — заслуженный художник Республики Марий Эл В. М. Карпеев[11][12][13][14][15][16].
- В 2021 году Йошкар-Олинский медицинский колледж учредил именную стипендию имени хирурга Е. А. Загайнова для поощрения лучших студентов колледжа[17][18].
- Его имя включено в энциклопедию «Лучшие люди России».
- Некоторые фотографии из личного архива врача Е. А. Загайнова ныне хранятся в Новоторъяльском районном краеведческом музее[19].